# Leichtathletik-Weltmeisterschaften 2017/Teilnehmer (Island)
| Gelbes Symbol für Goldmedaillen mit stilisierten Olympischen Ringen | Graues Symbol für Silbermedaillen mit stilisierten Olympischen Ringen | Braundes Symbol für Bronzemedaillen mit stilisierten Olympischen Ringen |
| ------------------------------------------------------------------- | --------------------------------------------------------------------- | ----------------------------------------------------------------------- |
| —                                                                   | —                                                                     | —                                                                       |

Von Island wurden zwei Athletinnen und ein Athlet für die Leichtathletik-Weltmeisterschaften 2017 in London nominiert.

## Ergebnisse

### Frauen

#### Laufdisziplinen
| Athletin            | Disziplin | Vorlauf     | Vorlauf | Halbfinale         | Halbfinale         | Finale             | Finale             |
| Athletin            | Disziplin | Zeit        | Platz   | Zeit               | Platz              | Zeit               | Platz              |
| ------------------- | --------- | ----------- | ------- | ------------------ | ------------------ | ------------------ | ------------------ |
| Aníta Hinriksdóttir | 800 m     | 2:03,45 min | 37      | nicht qualifiziert | nicht qualifiziert | nicht qualifiziert | nicht qualifiziert |

#### Sprung/Wurf
| Athletin           | Disziplin | Qualifikation | Qualifikation | Finale  | Finale |
| Athletin           | Disziplin | Weite         | Platz         | Weite   | Platz  |
| ------------------ | --------- | ------------- | ------------- | ------- | ------ |
| Ásdís Hjálmsdóttir | Speerwurf | 63,06 m       | 9             | 60,16 m | 11     |

### Männer

#### Sprung/Wurf
| Athlet             | Disziplin  | Qualifikation | Qualifikation | Finale             | Finale             |
| Athlet             | Disziplin  | Weite         | Platz         | Weite              | Platz              |
| ------------------ | ---------- | ------------- | ------------- | ------------------ | ------------------ |
| Hilmar Örn Jónsson | Hammerwurf | 71,12 m       | 27            | nicht qualifiziert | nicht qualifiziert |